# Jezioro Wierzchucińskie Duże
Jezioro Wierzchucińskie Duże – jezioro rynnowe w Polsce, położone w zachodniej części województwa kujawsko-pomorskiego, w powiecie bydgoskim, w gminie Sicienko.

## Charakterystyka
Jezioro położone jest w południowo-wschodniej części mezoregionu Pojezierza Południowokrajeńskiego, około 15 km na północny zachód od granic miasta Bydgoszczy, w południowej części rynny jezior byszewskich, ciągnącej się na kierunku północny wschód – południowy zachód na długości 27 km.
Dno rynny polodowcowej leży na wysokości 70 m n.p.m., zaś kulminacje otaczającej akwen wysoczyzny morenowej Pojezierza Południowokrajeńskiego osiągają 120 m n.p.m.
Przez jezioro przepływa rzeka Krówka, która odwadnia zlewnię całkowitą jeziora i jest jednocześnie prawym dopływem Brdy. W okresie wiosennym jezioro zasilają ponadto trzy niewielkie cieki okresowe.
Jezioro spełnia głównie funkcję rekreacyjną dla mieszkańców okolicznych terenów oraz miasta Bydgoszczy. W mniejszym stopniu zaspokaja ono potrzeby wodne ludności (ujęcia irygacyjne na potrzeby ogrodów działkowych w Prosperowie i Wierzchucinku) oraz rybackie. Odpływ z jeziora jest regulowany zastawką, co umożliwia retencję wód.
Nad brzegami jeziora funkcjonują trzy plaże, wszystkie wyposażone w pomost i jedna w wypożyczalnię sprzętu wodnego. Są one zlokalizowane po południowo-wschodniej stronie jeziora (2) oraz jedna części północnej.

## Zlewnia
Zlewnia całkowita jeziora wynosi 142,3 km² i zajmuje przede wszystkim obszary wysoczyzny morenowej położonej na północ od akwenu. Na obszarze tym 2/3 powierzchni zajmują grunty orne, 15% lasy i 14% użytki zielone.
W zlewni bezpośredniej jeziora występuje liczna zabudowa rekreacyjna w postaci ogrodów działkowych (ok. 250) i budownictwa jednorodzinnego. W okresie letnim i podczas weekendów nad brzegami jeziora wypoczywa ok. 10 tys. osób. 
Jeden z kompleksów zabudowy letniskowej znajduje się przy południowym brzegu jeziora.

## Jakość wód
Jezioro Wierzchucińskie Duże charakteryzuje się II stopniem podatności wód na degradację, co oznacza średnią odporność na oddziaływanie czynników zewnętrznych. Do niekorzystnych cech zlewniowych jeziora należy przede wszystkim sposób użytkowania terenu z dominującą gospodarką rolną. Natomiast cechami korzystnymi są: duża głębokość i objętość wód oraz strome brzegi, które powodują, że niewielka jest strefa kontaktu litoralu z wodami epilimnionu co zmniejsza ryzyko rozprzestrzeniania się substancji podrywanych z dna w czasie stagnacji wód.
W 2002 r. odnotowano II klasę czystości wód, na pograniczu z klasą III. Klasie II opowiada również dość duża przeźroczystość wód jeziora. Najsłabiej wypadł poziom azotanów i fosforanów, co jest wynikiem spływów powierzchniowych. W okresie od 1993 r., kiedy przeprowadzono badanie monitoringowe, jakość wód uległa nieznacznej poprawie.

## Typ troficzny
Jezioro Wierzchucińskie Duże reprezentuje typ przejściowy między mezotrofią, a mezo-eutrofią.